# Ingvar Persson (fotbollsspelare)
Karl Ingvar Persson, född 14 februari 1903 i Högbo församling, död 11 januari 1958 i Sandviken, var en svensk fotbollsspelare.
Persson representerade Sandvikens IF i Allsvenskan 1929/1930–1930/1931 och 1932/1933–1933/1934. Sammanlagt gjorde han 73 allsvenska matcher (1 mål) för klubben.
Åren 1926–1928 spelade Persson fyra A-landskamper (inga mål) för Sverige.
Persson var bror till Valfrid och Einar Persson, som också spelade fotboll i Sandviken och landslaget.